# Spermbot
Los spermbots son micro-robots, que podrían ser en teoría y especulativamente,  capaces de movilizar el espermatozoide hasta el óvulo. Se han probado in vitro.

## Diseño
Los spermbots se crean a partir de la unión de un espermatozoide con una hélice metálica. Esta hélice es capaz de envolver el flagelo del espermatozoide y propulsarlo. Pueden ser guiados mediante campos magnéticos externos. Son biocompatibles y biodegradables.

## Aplicaciones
Se proponen[¿quién?] como una alternativa a la FIV o la inseminación artificial en los casos en los que existiera una baja motilidad de los espermatozoides ya que se trataría de una técnica más rápida. Además de la reproducción asistida, también podrían ser de interés para la liberación de quimioterápicos en el lugar adecuado.